# Ceramiche ultra refrattarie
Le ceramiche ultra refrattarie o Ultra-high-temperature ceramics (UHTCs) sono una classe di ceramiche refrattarie che offrono un'eccellente stabilità a temperature superiori a 2000 °C studiate come possibili materiali di protezione termica (TPS), rivestimenti per materiali soggetti a temperature elevate e materiali monolitici per elementi riscaldanti. In generale, gli UHTC sono boruri, carburi, nitruri e ossidi dei metalli di transizione dei primi gruppi (III-V). Gli attuali sforzi si sono concentrati su boruri di metalli di transizione pesanti come il diboruro di afnio (HfB2) e il diboruro di zirconio (ZrB2); ulteriori UHTC studiati per applicazioni come TPS includono nitruro di afnio (HfN), nitruro di zirconio (ZrN), carburo di titanio (TiC), nitruro di titanio (TiN), diossido di torio (ThO2), carburo di tantalio (TaC) e loro compositi associati.

## Storia

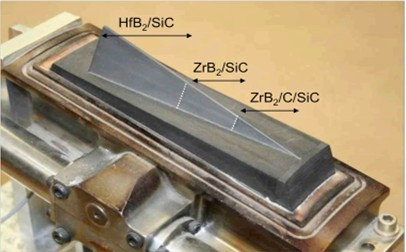
Figura 1.Una piastra a punta in materiale UHTC composto da tre sezioni diverse con composizioni UHTC diverse.

A partire dall'inizio degli anni '60, la richiesta di materiali ad alta temperatura da parte della nascente industria aerospaziale ha spinto l'Air Force Materials Laboratory a finanziare lo sviluppo di una nuova classe di materiali in grado di resistere all'ambiente dei veicoli ipersonici proposti come il Dyna-soar e lo Space Shuttle presso la Man Labs Inc. Attraverso una ricerca sistematica delle proprietà refrattarie delle ceramiche binarie, hanno scoperto che i boruri, i carburi e i nitruri dei metalli di transizione a sinistra della tavola periodica (III-V) avevano una conduttività termica sorprendentemente elevata, resistenza all'ossidazione e una buona resistenza meccanica quando si utilizzavano grani di piccole dimensioni. Di questi, il diboruro di zirconio (ZrB2) e il diboruro di afnio (HfB2) in compositi contenenti circa il 20 vol. % di volume di carburo di silicio (SiC) sono risultati i più performanti.
La ricerca UHTC è stata in gran parte abbandonata dopo il pionieristico lavoro di Man Lab della metà del secolo a causa del completamento delle missioni dello Space Shuttle e dell'eliminazione dello sviluppo dell'aereo spaziale dell'Air Force. Tre decenni dopo, tuttavia, l'interesse della ricerca fu riacceso da una serie di programmi della NASA degli anni '90 volti a sviluppare uno spaceplane (un aereo che decolla e atterra convenzionalmente ma è in grado di entrare in orbita o di viaggiare nello spazio) ipersonico completamente riutilizzabile come il National Aerospace Plane, VentureStar / Lockheed Martin X-33, Boeing X-37 e il programma Blackstar dell'Air Force. La nuova ricerca sugli UHTC è stata condotta dalla NASA Ames Research Center, con la ricerca al centro che continua fino ad oggi attraverso i finanziamenti del NASA Fundamental Aeronautics Program. Gli UHTC hanno anche visto un uso esteso in vari ambienti, dall'ingegneria nucleare alla produzione di alluminio.
Per testare le prestazioni reali dei materiali UHTC negli ambienti di rientro, la NASA Ames ha condotto due esperimenti di volo nel 1997 e nel 2000. Le sottili sonde di ricerca aero-termodinamiche ipersoniche (SHARP B1 e B2) hanno esposto brevemente i materiali UHTC agli attuali ambienti di rientro montando loro su ordigni nucleari modificati Mk12A veicoli di rientro e il loro lancio su ICBM LGM-30 Minuteman III. Sharp B-1 aveva un nosecone di HfB2/SiC con un raggio di punta di 3,5 mm che durante il rientro aveva temperature ben al di sopra di 2815 °C, e come previsto un'ablazione di 6,9 km / s ; tuttavia, il pezzo non è stato recuperato e la sua forma conica assialmente simmetrica non ha fornito i dati di resistenza alla flessione necessari per valutare le prestazioni degli UHTC nei fronti anteriori lineari. Per migliorare la caratterizzazione della resistenza meccanica degli UHTC e studiare meglio le loro prestazioni, SHARP-B2, è stato recuperato. Il pezzo consisteva di quattro piastre a forma di cuneo affusolato a scomparsa chiamate "strakes" formate da tre diverse composizioni di UHTC vedi figura 1. Ogni "strake" è stato esposto al flusso di rientro a differenti altitudini.
Il veicolo è stato recuperato con successo, nonostante l'impatto sul mare sia avvenuto a tre volte la velocità prevista. La parte posteriore di ogni "strakes" composta da HfB2/SiC si è fratturata tra il quattordicesimo e il diciannovesimo secondo durante il rientro, due segmenti intermedi (ZrB2/SiC) su quattro si sono fratturati mentre tutti e quattro i segmenti anteriori (ZrB2 / SiC / C) sono rimasti interi Il flusso di calore effettivo era inferiore del 60% rispetto a quello previsto, le temperature effettive erano molto più basse del previsto e il flusso di calore sulla parte posteriore dei "strakes" era molto più alto del previsto. Si è scoperto che i difetti del materiale derivavano da dimensioni delle particelle ceramiche molto grandi sia nei materiali compositi sia nei ceramici puri, con fessure che seguivano cristalli macroscopici a bordo grano. Da questo test, la NASA Ames ha continuato a perfezionare le tecniche di produzione per la sintesi UHTC e ad eseguire ricerche di base sugli UHTC.

## Proprietà fisiche
La maggior parte delle ricerche condotte negli ultimi due decenni si è concentrata sul miglioramento delle prestazioni dei due composti più promettenti sviluppati da Manlabs, ZrB2 e HfB2, sebbene sia continuato il lavoro significativo nella caratterizzazione di nitruri, ossidi e carburi degli elementi del gruppo IV and V. In confronto con carburi e nitruri, i diboridi tendono ad avere una conduttività termica più elevata ma punti di fusione più bassi, un compromesso che offre loro una buona resistenza agli shock termici e li rende ideali per molte applicazioni termiche ad alte temperature. I punti di fusione di molti UHTC sono mostrati nella Tabella 1. Nonostante i punti di fusione elevati degli UHTC puri, non sono adatti per molte applicazioni refrattarie a causa della loro elevata suscettibilità all'ossidazione a temperature elevate.
Tabella 1.Strutture cristalline, densità e punti di fusione di alcuni UHTC
| Materiali            | Formula chimica | Struttura cristallina   | Parametri del reticolo a(Å) | b(Å)  | c(Å)  | densità (g/cm³) | Temperatura di fusione (°C) | Temperatura di fusione (°F) |
| -------------------- | --------------- | ----------------------- | --------------------------- | ----- | ----- | --------------- | --------------------------- | --------------------------- |
| Diboruro di afnio    | HfB2            | esagonale               | 3,142                       | –     | 3,476 | 11,19           | 3380                        | 6116                        |
| Carburo di afnio     | HfC             | cubico a facce centrate | 4,638                       | 4,638 | 4,638 | 12,76           | 3958                        | 7156                        |
| Nitruro di afnio     | HfN             | cubico a facce centrate | 4,525                       | 4,525 | 4,525 | 13,9            | 3385                        | 6125                        |
| Diboruro di zirconio | ZrB2            | esagonale               | 3,169                       | –     | 3,530 | 6,10            | 3245                        | 5873                        |
| Carburo di zirconio  | ZrC             | cubico a facce centrate | 4,693                       | 4,693 | 4,693 | 6,56            | 3400                        | 6152                        |
| Nitruro di zirconio  | ZrN             | cubico a facce centrate | 4,578                       | 4,578 | 4,578 | 7,29            | 2950                        | 5342                        |
| Diboruro di titanio  | TiB2            | esagonale               | 3,030                       | –     | 3,230 | 4,52            | 3225                        | 5837                        |
| Carburo di titanio   | TiC             | cubico                  | 4,327                       | 4,327 | 4,327 | 4,94            | 3100                        | 5612                        |
| Nitruro di titanio   | TiN             | cubico a facce centrate | 4,242                       | 4,242 | 4,242 | 5,39            | 2950                        | 5342                        |
| Carburo di silicio   | SiC             | polimorfo               | –                           | Vario | –     | 3,21            | 2820                        | 5108                        |
| Boruro di tantalio   | TaB2            | esagonale               | 3,098                       | –     | 3,227 | 12,54           | 3040                        | 5504                        |
| Carburo di tantalio  | TaC             | cubico                  | 4,455                       | 4,455 | 4,455 | 14,50           | 3768                        | 6814                        |
| Nitruro di tantalio  | TaN             | cubico                  | 4,330                       | 4,330 | 4,330 | 14,30           | 2700                        | 4892                        |
| Carburo di niobio    | NbC             | cubico                  | -                           | -     | -     | 7,820           | 3490                        | -                           |
| Nitruro di niobio    | NbN             | cubico                  | -                           | -     | -     | 8,470           | 2573                        | -                           |
| Carburo di vanadio   | VC              | cubico                  | -                           | -     | -     | 5,77            | 2810 stabile                | -                           |
| Nitruro di vanadio   | VN              | cubico                  | -                           | -     | -     | 6,13            | 2050 instabile?             | -                           |

### Strutture
Gli UHTC mostrano tutti un forte legame covalente che conferisce loro stabilità strutturale alle alte temperature. I carburi dei metalli sono fragili a causa dei forti legami che intercorrono tra gli atomi di carbonio. La più grande classe di carburi, compresi i carburi afnio (Hf), zirconio (Zr), titanio (Ti) e tantalio (Ta), presenta punti di fusione elevati a causa delle reti di carbonio covalenti, anche se in questi materiali esistono spesso posti vacanti in carbonio; in effetti, HfC ha uno dei più alti punti di fusione conosciuti. I nitruri come ZrN e HfN hanno legami covalenti altrettanto forti ma la loro natura refrattaria li rende particolarmente difficili da sintetizzare e processare. Il contenuto di azoto stechiometrico può essere variato in questi complessi in base alla tecnica sintetica utilizzata; il diverso contenuto di azoto conferisce al materiale proprietà diverse, ad esempio quando ZrNx ha x>1,2, si forma una nuova fase otticamente trasparente ed elettricamente isolante. I boruri ceramici come HfB2 e ZrB2 beneficiano di un legame molto forte tra atomi di boro e legami forti tra metallo e boro; la struttura esagonale ravvicinata con boro bidimensionale alternato da strati di atomi metallici conferisce a questi materiali una forza elevata ma anisotropa come singoli cristalli. I boruro presentano un'elevata conduttività termica (dell'ordine di {\displaystyle \mathrm {(75-105)\,W/mK} }) e bassi coefficienti di dilatazione termica {\displaystyle ((5-7,8)\times 10^{-6}\,\mathrm {K^{-1}} )} e una migliore resistenza all'ossidazione rispetto alle altre classi di UHTC. Espansione termica, conduttività termica e altre proprietà sono mostrate nella Tabella 2. Le strutture cristalline, i parametri reticolari, le densità e i punti di fusione dei diversi UHTC sono mostrati nella Tabella 1.
Tabella 2. Coefficienti di dilatazione termica attraverso intervalli di temperatura selezionati e conducibilità termica a una temperatura fissa per alcuni UHTC.
| Materiali   | Dilatazione termica (10−6K) | intervallo di temperatura (°C) | conduttività termica(W/mK) | Temperatura (°C) |
| ----------- | --------------------------- | ------------------------------ | -------------------------- | ---------------- |
| HfB2–20%SiC | 62                          | 1000                           |                            |                  |
| ZrB2–20%SiC | 5–7.8                       | 400–1600                       | 78                         | 1000             |
| HfN         | 6.5                         | 20–1000                        | 22                         | 800              |
| HfC         | 6.6                         | 20–1500                        | 30                         | 800              |
| HfB2        | 7.6                         | 20–2205                        | 70                         | 800              |
| TiB2        | 8.6                         | 20–2205                        |                            |                  |
| ZrB2        | 8.3                         | 20–2205                        |                            |                  |
| TaB2        | 8.4                         | 1027–2027                      | 36.2                       | 2027             |
| ZrC         | 5.2                         | 1027–2027                      |                            |                  |
| TiC         | 7.7                         | 20–1500                        |                            |                  |
| TaC         | 6.3                         | 20–1500                        |                            |                  |
| SiC         | 1.1–5.5                     | 20–1500                        | 26.3                       | 1500             |

### Proprietà termodinamiche
Rispetto alle ceramiche a base di carburo e nitruro, gli UHTC a base di diboruro mostrano una conduttività termica più elevata (fare riferimento alla Tabella 2, dove possiamo vedere che il diboruro di afnio ha conducibilità termica di 105, 75, 70 W/m*K a diversa temperatura e afnio carburo e nitruro hanno valori solo intorno a 20 W/m*K). La resistenza agli shock termici del diboruro di afnio e del diboruro di zirconio è stata studiata da ManLabs e si è riscontrato che questi materiali non cedono ai gradienti termici in cui fallisce il carburo di silicio; infatti, è stato trovato che i cilindri cavi non potevano essere fessurati da un gradiente termico radiale applicato senza prima essere intaccati sulla superficie interna. Gli UHTC generalmente presentano coefficienti di dilatazione termica nell'intervallo {\displaystyle (5,9-8,3)\times 10^{-6}\,\mathrm {K^{-1}} }.La stabilità strutturale e termica dei diboruti di afnio e zirconio deriva dall'occupazione dei livelli di legame e antilegame in strutture esagonali MB2 con strati alternati di atomi di metallo e boro. In tali strutture, i principali stati elettronici di frontiera sono gli orbitali di legame e antilegame risultanti dall'unione tra orbitali di boro {\displaystyle 2p} e orbitali del metallo {\displaystyle d}; prima del gruppo (IV), il numero di elettroni disponibili in una cella unitaria è insufficiente per riempire tutti gli orbitali di legame, e al di là di esso iniziano a riempire gli orbitali di anti-legame. Entrambi gli effetti riducono la forza complessiva di legame nella cella unitaria e quindi l'entalpia di formazione e il punto di fusione. Le prove sperimentali dimostrano che quando ci si muove attraverso la serie dei metalli di transizione in un dato periodo, l'entalpia di formazione di ceramiche MB2 aumenta e raggiunge punte con il titanio, lozirconio e l'afnio prima di decadere quando il metallo diventa più pesante. Di conseguenza, le entalpie di formazione di diversi importanti UHTC sono le seguenti:
{\displaystyle {\ce {HfB2> TiB2> ZrB2> TaB2> NbB2> VB2}}}

### Proprietà meccaniche
La Tabella 3 elenca alcune proprietà meccaniche degli UHTC. Considerate le applicazioni per cui questi materiali sono candidati, è estremamente importante che gli UHTC mantengano un'elevata resistenza meccanica e durezza ad alte temperature (>2000 °C). Gli UHTC generalmente possiedono durezza al di sopra dei 20 GPa grazie ai forti legami covalenti di questi composti. Tuttavia, i diversi processi di fabbricazione possono portare a grandi variazioni dei valori di durezza. Gli UHTC hanno resistenza a flessione > 200 MPa al di sopra dei 1800 °C, e matrici a granulometria fine raggiungono valori più elevati rispetto a matrici con granulometrie grossolane. recentemente, è stato sperimentato che, con opportuni additivi di sinterizzazione e trattamenti termici, si possono raggiungere fino a 800 MPa a 1800 °C e mantenere 600 MPa a 2100 °C. È stato dimostrato che matrici UHTC prodotti in combinazione con il carburo di silicio (SiC) mostrano una migliore tenacità alla frattura rispetto alla matrice singola, con aumenti del 20%, fino a 4.33 MPam1/2.
Tabella. 3 Resistenza alla flessione, durezza e modulo di Young a determinate temperature per UHTC selezionati.
| Materiale   | Temperatura(°C) | Modulo di Young (GPa) | Resistenza alla flessione (MPa) | Durezza (GPa) |
| ----------- | --------------- | --------------------- | ------------------------------- | ------------- |
| HfB2        | 23              | 530                   | 480                             | 21,2–28,4     |
| 800         | 485             | 570                   |                                 |               |
| 1400        | 300             | 170                   |                                 |               |
| 1800        | 280             |                       |                                 |               |
| HfB2–20%SiC | 23              | 540                   | 420                             |               |
| 800         | 530             | 380                   |                                 |               |
| 1400        | 410             | 180                   |                                 |               |
| 1800        | 280             |                       |                                 |               |
| ZrB2        | 23              | 500                   | 380                             | 28,0          |
| 800         | 480             | 430                   |                                 |               |
| 1400        | 360             | 150                   |                                 |               |
| 1800        | 200             |                       |                                 |               |
| ZrB2–20%SiC | 23              | 540                   | 400                             |               |
| 800         | 500             | 450                   |                                 |               |
| 1400        | 430             | 340                   |                                 |               |
| 1800        | 270             |                       |                                 |               |
| TaB2        | 23              | 257                   | 25,0                            |               |
| NbB2        | 23              | 539                   | 20,25                           |               |
| TiB2        | 23              | 551                   | 370                             | 33,0          |
| HfC         | 23              | 352                   | 26,0                            |               |
| ZrC         | 23              | 348                   | 27,0                            |               |
| TiC         | 23              | 451                   | 30.0                            |               |
| TaC         | 23              | 285                   | 18,2                            |               |
| SiC         | 23              | 415                   | 359                             | 32            |
| 1000        | 392             | 397                   | 8,9                             |               |

### Proprietà chimiche
Mentre gli UHTC hanno proprietà termiche e meccaniche desiderabili, sono suscettibili all'ossidazione alle loro temperature operative elevate. Il componente metallico si ossida in un gas come l'anidride carbonica (CO2) o il diossido di azoto (NO2), che viene rapidamente perso alle temperature elevate che gli UHTC sono più utili; il boro, per esempio, si ossida facilmente in anidride borica (B2O3) che diventa un liquido a 490 °C e vaporizza molto rapidamente sopra i 1100 °C; inoltre, la loro fragilità li rende poveri materiali ingegneristici. Gli attuali obiettivi di ricerca aumentano la resistenza e la resistenza all'ossidazione esplorando i compositi con carburo di silicio, l'incorporazione di fibre e l'aggiunta di esageri di terre rare come l'esaboruro di lantanio (LaB6). Si è trovato che la resistenza ossidativa del diboruro di afnio (HfB2) e del diboruro di zirconio (ZrB2) è notevolmente migliorata attraverso l'inclusione di carburo di silicio al 30% di peso a causa della formazione di uno strato superficiale protettivo vetroso all'applicazione di temperature superiori a 1000 °C composte da SiO2.
Per determinare l'effetto del contenuto del carburo di silicio sull'ossidazione di diboruro, ha condotto una serie di esperimenti di ossidazione della fornace, in cui lo spessore della scala di ossidazione è stato studiato in funzione della temperatura per diboruro di afnio puro, carburo di silicio e HfB2 20v% SiC. A temperature superiori a 2100 K lo spessore della scala dell'ossido su diboruro di afnio puro è più sottile di quello su carburo di silicio puro e HFB2 / 20% SiC ha la migliore resistenza all'ossidazione. Il trattamento termico estremo comporta una maggiore resistenza all'ossidazione e migliori proprietà meccaniche come la resistenza alla frattura.

## Sintesi dei diboruri di Zr, Hf, Ti
Gli UHTC possiedono semplici formule empiriche e quindi possono essere preparati con un'ampia varietà di metodi sintetici. UHTC come diboruro di zirconio possono essere sintetizzati per reazione stechiometrica tra elementi costitutivi, in questo caso zirconio e boro. Questa reazione fornisce un controllo stechiometrico preciso dei materiali. A 2000 K, la formazione di diboruro di zirconio attraverso la reazione stechiometrica è termodinamicamente favorevole {\displaystyle (\mathrm {\Delta G=-279,6\,kJ\cdot mol^{-1})} } e quindi, questa via può essere utilizzata per produrre diboruro di zirconio mediante sintesi auto-propagante ad alta temperatura (SHS). Questa tecnica sfrutta l'elevata energia esotermica della reazione per provocare reazioni di combustione ad alta temperatura e veloci. I vantaggi di SHS comprendono una maggiore purezza dei prodotti ceramici, maggiore sinterizzazione e tempi di elaborazione più brevi. Tuttavia, le velocità di riscaldamento estremamente rapide possono provocare reazioni incomplete tra zirconio e boro, la formazione di ossidi stabili dello zirconio e porosità residua. Reazioni stechiometriche sono state condotte anche per reazione per attivazione meccanica tramite macinazione per attrito (materiali abrasivi per macinazione) Zr e B in polvere (e poi pressatura a caldo a 600 °C per 6 ore) ottenendo particelle nanometriche con cristalliti di dimensioni di 10 nm. Sfortunatamente, tutti i metodi di reazione stechiometrici per sintetizzare UHTC impiegano costosi materie prime, e quindi questi metodi non sono utili per applicazioni su larga scala o industriali.
La riduzione di ossido di zirconio (ZrO2) e biossido di afnio (HfO2) ai rispettivi diboruri può essere ottenuta anche tramite riduzione metallotermica. I materiali precursori economici sono usati e reagiscono secondo la reazione seguente:
{\displaystyle {\ce {ZrO2\ +\ B2O3\ +\ 5Mg->ZrB2\ +\ 5MgO}}}
Il magnesio è usato come reagente per consentire la lisciviazione acida dei prodotti di ossido indesiderati. Gli eccessi stechiometrici del magnesio e dell'anidride borica (B2O3) sono spesso richiesti durante le riduzioni metallotermiche per consumare tutto l'ossido di zirconio disponibile. Queste reazioni sono esotermiche e possono essere utilizzate per produrre i diboridi di SHS. La produzione di diboruro di zirconio da ossido di zirconio via SHS porta spesso alla conversione incompleta dei reagenti, e quindi il doppio SHS (DSHS) è stato impiegato da alcuni ricercatori. Una seconda reazione di SHS con magnesio e acido borico (H3BO3) come reagenti insieme con la miscela ZrB2 / ZrO2 fornisce una maggiore conversione al diboruro e dimensioni delle particelle di 25-40 nm a 800 °C. Dopo la riduzione metallotermica e le reazioni di SHS, l'ossido di magnesio (MgO) può essere separato dal diboruro di zirconio mediante lisciviazione con acido lieve.
La sintesi di UHTC mediante riduzione del carburo di boro è uno dei metodi più popolari per la sintesi UHTC. I materiali precursori per questa reazione (ZrO2/TiO2/HfO2 e carburo di boro, B4C) sono meno costosi di quelli richiesti dalle reazioni stechiometriche e borotermiche. Il diboruro di zirconio viene preparato a una temperatura superiore a 1600 °C per almeno 1 ora mediante la seguente reazione:
{\displaystyle {\ce {2ZrO2\ +\ B4C\ +\ 3C->2ZrB2\ +\ 4CO}}}
Questo metodo richiede un leggero eccesso di boro, poiché una parte del boro viene ossidato durante la riduzione del carburo di boro. Il carburo di zirconio è stato anche osservato come prodotto dalla reazione, ma se la reazione viene eseguita con un eccesso di carburo di boro del 20-25%, la fase carburo di zirconio scompare e rimane solo diboruro di zirconio. Temperature di sintesi inferiori (~ 1600 °C) producono UHTC che presentano granulometrie più fini e una migliore sinterizzabilità. Il carburo di boro deve essere sottoposto a macinazione prima della reazione per promuovere la riduzione dell'ossido e i processi di diffusione.
Riduzioni del carburo di boro possono anche essere effettuate mediante spruzzatura al plasma reattivo se si desidera un rivestimento UHTC. Le particelle di precursore o polvere reagiscono con il plasma a temperature elevate (6000-15000 °C) che riduce notevolmente il tempo di reazione. Le fasi del diboruro di zirconio e dell'ossido di zirconio sono state formate utilizzando una tensione e una corrente di plasma rispettivamente di 50 V e 500 A. Questi materiali di rivestimento mostrano una distribuzione uniforme di particelle fini e microstrutture porose, che aumentano le portate di idrogeno.
Un altro metodo per la sintesi di UHTC è la riduzione borotermica di ossido di zirconio, biossido di titanio o biossido di afnio con boro. A temperature superiori a 1600 °C, con questo metodo è possibile ottenere diboruri puri. A causa della perdita di alcuni boro come ossido di boro, è necessario un eccesso di boro durante la riduzione borotermica. La fresatura meccanica può ridurre la temperatura di reazione richiesta durante la riduzione borotermica. Ciò è dovuto all'aumento della miscelazione delle particelle e dei difetti reticolari che risultano dalla diminuzione delle dimensioni delle particelle di ossido di zirconio e boro dopo la fresatura. Questo metodo non è molto utile per le applicazioni industriali a causa della perdita di boro costoso come ossido di boro durante la reazione.
Gli UHTC possono essere preparati anche con metodi di sintesi basati su soluzioni, sebbene siano stati condotti pochi studi sostanziali. I metodi basati su soluzioni consentono la sintesi a bassa temperatura di polveri UHTC ultrafini. Yan et al. hanno sintetizzato polveri diboruro di zirconio usando i precursori organici-inorganici {\displaystyle {\ce {ZrOCl2\cdot 8H2O}}}, acido borico e resina fenolica a 1500 °C. Le polveri sintetizzate presentano una dimensione del cristallite di 200 nm e un basso contenuto di ossigeno (~ 1,0% in peso). Recentemente è stata studiata anche la preparazione di UHTC da precursori polimerici. L'ossido di zirconio e il biossido di afnio possono essere dispersi in precursori polimerici di carburo di boro prima della reazione. Il riscaldamento della miscela di reazione a 1500 °C porta alla generazione in "situ" di carburo di boro e carbonio, e di seguito alla riduzione di ossido di zirconio a diboruro di zirconio. Il polimero deve essere stabile, lavorabile e contenere boro e carbonio per essere utile per la reazione. Polimeri dinitrili formati dalla condensazione di dinitrile con decaborano soddisfano questi criteri.
La deposizione chimica da vapore (CVD) dei diboruri di titanio e zirconio è un altro metodo per preparare i rivestimenti degli UHTC. Queste tecniche si basano su alogenuri di metallo e precursori alogenuri di boro (come TiCl4 e BCl3) nella fase gassosa e utilizzano idrogeno molecolare (H2) come agente riducente. Questo percorso di sintesi può essere impiegato a basse temperature e produce film sottili per il rivestimento su superfici metalliche (e di altro materiale). Mojima e suoi collaboratori hanno usato la CVD per preparare rivestimenti di diboruro di zirconio su rame a 700-900 °C (Figura 2). La deposizione chimica da vapore potenziata dal plasma (PECVD) è stato anche utilizzato per preparare i diboridi UHTC. Dopo che il plasma dei gas reagenti è stato creato (mediante radiofrequenza o scarica a corrente continua tra due elettrodi), la reazione ha luogo, seguita dalla deposizione. La deposizione avviene a temperature più basse rispetto alla CVD tradizionale perché solo il plasma deve essere riscaldato per fornire energia sufficiente per la reazione. Il diboruro di zirconio è stato preparato tramite PECVD a temperature inferiori a 600 °C come rivestimento su leghe di zirconio. lo zirconio boroidruro può anche essere usato come precursore in PECVD. La decomposizione termica di Zr(BH)4 a ZrB2 può avvenire a temperature nell'intervallo 150-400 °C per preparare film amorfi e conduttivi.

## Elaborazione di UHTC e aggiunta di SiC
Gli UHTC basati sui diboruri spesso richiedono un'elaborazione ad alta temperatura e pressione per produrre materiali densi e durevoli. Gli alti punti di fusione e le forti interazioni covalenti presenti negli UHTC rendono difficile ottenere una densificazione uniforme in questi materiali. La densificazione si ottiene solo a temperature superiori a 1800 °C quando i meccanismi di diffusione dei bordi del grano diventano attivi. Sfortunatamente, l'elaborazione di UHTC a queste temperature si traduce in materiali con granulometrie più grandi e scarse proprietà meccaniche inclusa una ridotta durezza e durezza. Per ottenere la densificazione a temperature più basse, possono essere impiegate diverse tecniche: additivi come il carburo di silicio possono essere utilizzati per formare una fase liquida alla temperatura di sinterizzazione, lo strato di ossido superficiale può essere rimosso o la concentrazione di difetti può essere aumentata. Il carburo di silicio può reagire con lo strato di ossido superficiale per fornire superfici di diboruro con maggiore energia: aggiungendo 5-30% in volume di carburo di silicio ha dimostrato una maggiore densità e resistenza all'ossidazione degli UHTC. Il carburo di silicio può essere aggiunto come polvere o polimero a UHTC di diboruro. L'aggiunta di carburo di silicio come polimero presenta numerosi vantaggi rispetto all'aggiunta più tradizionale di carburo di silicio come polvere, poiché il carburo di silicio si forma lungo i bordi dei grani quando aggiunto come polimero, il che aumenta le misure di resistenza alla frattura (di circa il 24%). Oltre a migliorare le proprietà meccaniche, è necessario aggiungere meno carburo di silicio quando si utilizza questo metodo, che limita i percorsi di ossigeno per diffondersi nel materiale e reagire. Sebbene l'aggiunta di additivi come il carburo di silicio possa migliorare la densificazione dei materiali UHTC, si deve notare che questi additivi abbassano la temperatura massima a cui gli UHTC possono funzionare a causa della formazione di liquidi eutettici. L'aggiunta di carburo di silicio a diboruro di zirconio riduce la temperatura operativa del diboruro di zirconio da 3245 °C a 2270 °C
La pressatura a caldo è un metodo popolare per ottenere materiali UHTC densificati che si basa su alte temperature e pressioni per produrre materiali densificati. I compatti di polvere vengono riscaldati esternamente e la pressione viene applicata idraulicamente. Allo scopo di migliorare la densificazione durante la pressatura a caldo, le polveri di diboruro possono subire una fresatura per attrito per ottenere polveri di <2 µm. La fresatura consente anche una dispersione più uniforme del SiC additivo. Temperatura di pressatura a caldo, pressione, velocità di riscaldamento, atmosfera di reazione e tempi di attesa sono tutti fattori che influenzano la densità e la microstruttura dei pellet UHTC ottenuti con questo metodo. Per ottenere una densificazione> 99% dalla pressatura a caldo, sono necessarie temperature di 1800-2000 °C e pressioni di 30 MPa o superiori. I materiali UHTC con 20 percento% di SiC e induriti con il 5% di nerofumo come additivi mostrano una maggiore densificazione superiore a 1500 °C, ma questi materiali richiedono ancora temperature di 1900 °C e una pressione di 30 MPa per ottenere densità quasi teorica. Altri additivi come l'ossido di alluminio (Al2O3) e ossido di ittrio (Y2O3) sono stati utilizzati anche durante la pressatura a caldo di compositi ZrB2-SiC a 1800 °C. Questi additivi reagiscono con le impurità per formare una fase liquida transitoria e promuovere la sinterizzazione dei composti diboruro. L'aggiunta di ossidi di terre rare come ossido di ittrio, ossido di itterbio (Yb2O3), ossido di lantanio (La2O3) e ossido di neodimio (Nd2O3) può ridurre la temperatura di densificazione e può reagire con gli ossidi di superficie per promuovere la densificazione. 
La pressatura a caldo può comportare densità migliorate per UHTC, ma è una tecnica costosa che si basa su alte temperature e pressioni per fornire materiali utili.
La sinterizzazione senza pressione è un altro metodo per densificare UHTC. La sinterizzazione senza pressione comporta il riscaldamento di materiali in polvere in uno stampo al fine di promuovere la diffusione atomica e creare un materiale solido. I compatti vengono preparati mediante compattazione monofasica e quindi i compatti vengono sparati a temperature scelte in un'atmosfera controllata. La crescita esagerata dei grani che ostacola la densificazione si verifica durante la sinterizzazione a causa della bassa sinterizzazione intrinseca e dei forti legami covalenti dei diboruri di titanio, zirconio e afnio. La densificazione completa di diboruro di zirconio mediante sinterizzazione senza pressione è molto difficile da ottenere; Chamberlain e suoi collaboratori sono stati in grado di ottenere solo una densificazione del ~ 98% mediante riscaldamento a 2150 °C per 9 ore (Figura 3). Gli sforzi per controllare la granulometria e migliorare la densificazione si sono concentrati sull'aggiunta di terze fasi agli UHTC, alcuni esempi di queste fasi includono l'aggiunta di boro e iridio. L'aggiunta di iridio in particolare ha mostrato un aumento della tenacità di HfB2 / 20 vol.% SiC del 25%. È stato anche dimostrato che la densità sinterizzata aumenta con l'aggiunta di ferro (fino al 10%) e nichel (fino al 50 %) per ottenere una densità fino all'88 % a 1600 °C. Ulteriori progressi nella sinterizzazione senza pressione devono essere fatti prima che possa essere considerato un metodo valido per l'elaborazione UHTC.
La sinterizzazione con plasma Spark è un altro metodo per l'elaborazione dei materiali UHTC. La sinterizzazione con plasma Spark si basa spesso su temperature leggermente inferiori e tempi di elaborazione significativamente ridotti rispetto alla pressatura a caldo. Durante la sinterizzazione con plasma di scintilla, una corrente continua pulsata passa attraverso aste e punzoni di grafite con pressione monoassiale esercitata sul materiale campione. La crescita del grano viene soppressa dal rapido riscaldamento nell'intervallo 1500-1900 °C; questo riduce al minimo il tempo in cui il materiale deve ingrassare. Densità più elevate, margini di grano più puliti ed eliminazione delle impurità superficiali possono essere raggiunte con la sinterizzazione con plasma di scintilla. La sinterizzazione al plasma Spark utilizza anche una corrente pulsata per generare una scarica elettrica che pulisce gli ossidi superficiali dalla polvere. Ciò migliora la diffusione e la migrazione dei bordi del grano nonché la densificazione del materiale. Il composito UHTC ZrB2 / 20vol% SiC può essere preparato con una densità del 99% a 2000 °C in 5 minuti tramite la sinterizzazione del plasma di scintille. I compositi ZrB2-SiC sono stati preparati anche mediante sinterizzazione con scintilla al plasma a 1400 °C per un periodo di 9 minuti. La sinterizzazione con plasma Spark si è dimostrata una tecnica utile per la sintesi di UHTC, specialmente per la preparazione di UHTC con dimensioni di granella più piccole.

## Applicazioni
I bordi affilati riducono drasticamente la resistenza, ma l'attuale generazione di materiali per il sistema di protezione termica non è in grado di resistere alle forze e alle temperature considerevolmente più elevate sperimentate da spigoli vivi in condizioni di rientro. La relazione tra raggio di curvatura e temperatura in un bordo anteriore è inversamente proporzionale, ad es. mentre il raggio diminuisce, la temperatura aumenta durante il volo ipersonico. I veicoli con bordi d'attacco "affilati" hanno rapporti di trascinamento significativamente più elevati, migliorando l'efficienza del carburante di veicoli di volo sostenuti come l'HTV-3 del DARPA e il raggio di atterraggio e la flessibilità operativa dei concetti di aereo spaziale riutilizzabili sviluppati come i motori di reazione Skylon e Boeing X-33.
Il diboruro di zirconio è utilizzato nelle centrali nucleari come barriera nei reattori ad acqua bollente a causa della sua natura refrattaria, resistenza alla corrosione, sezione trasversale ad alto assorbimento di neutroni di 759 granai e contenuto di boro stechiometrico. Il boro agisce come un assorbitore di neutroni "bruciabile" perché i suoi due isotopi, 10B e 11B, trasmutano entrambi in prodotti di reazione nucleare stabili su assorbimento di neutroni (4He + 7Li e 12C, rispettivamente) e quindi agiscono come materiali sacrificali che proteggono altri componenti che diventano più radioattivi con esposizione a neutroni termici. Tuttavia, il boro nel diboruro di zirconio deve essere arricchito in 11B poiché l'elio gassoso evoluto da 10B deforma il pellet di combustibile di diossido di uranio (UO2) e crea uno spazio tra il rivestimento e il combustibile, e aumenta la temperatura della linea centrale del combustibile; tali materiali di rivestimento sono stati utilizzati sui pellet di diossido di uranio nei reattori nucleari di Westinghouse AP1000. l'elevata assorbanza di neutroni termici del boro ha anche l'effetto secondario di polarizzare lo spettro di neutroni a energie più elevate, quindi il pellet di carburante trattiene più 239Pu radioattivo alla fine di un ciclo di combustibile. Oltre a questo deleterio effetto di integrare un assorbitore di neutroni sulla superficie di una pastiglia di combustibile, i rivestimenti di boro hanno l'effetto di creare un rigonfiamento della densità di potenza nel mezzo di un ciclo di combustibile del reattore nucleare attraverso la sovrapposizione di esaurimento di Uranio-235 e una combustione più veloce di 11B. Per aiutare a livellare questo rigonfiamento, vengono studiati i cermet ZrB2/Gd che prolungano la durata del combustibile sovrapponendo tre curve di degradazione simultanee.
A causa della combinazione di proprietà refrattarie, alta conduttività termica e vantaggi del grande contenuto di boro stechiometrico delineato nella discussione sopra di rivestimento integrale del pellet di assorbimento di neutroni, i diboruri refrattari sono stati usati come materiali delle barre di controllo e sono stati studiati per applicazioni nucleari nell'uso spaziale. Mentre il carburo di boro è il materiale più popolare per reattori autofertilizzanti veloci a causa della sua mancanza di spesa, durezza estrema paragonabile al diamante e alta sezione trasversale, si disintegra completamente dopo un burnup del 5% ed è reattivo quando entra in contatto con metalli refrattari. Il diboruro di afnio soffre anche di un'alta suscettibilità alla degradazione del materiale con la trasmutazione del boro, ma il suo elevato punto di fusione pari a 3380 °C e la grande sezione d'urto di neutroni termici di afnio pari a 113 barn e bassa reattività con metalli refrattari come il tungsteno ne fanno un interessante materiale per barre di controllo quando rivestito con un metallo refrattario.
Il diboruro di titanio è un materiale popolare per la manipolazione dell'alluminio fuso grazie alla sua conduttività elettrica, alle sue proprietà refrattarie e alla sua capacità di bagnare con alluminio fuso fornendo un'interfaccia elettrica superiore senza contaminare l'alluminio con boro o titanio. Il diboruro di titanio è stato usato come catodo drenato nell'elettroriduzione di Al(III) fuso. Nei processi a catodo drenato, l'alluminio può essere prodotto con un intervallo di elettrodi di soli 0,25 m con una riduzione della tensione richiesta. Tuttavia, l'implementazione di tale tecnologia deve ancora affrontare ostacoli: con una riduzione della tensione, vi è una concomitante riduzione della generazione di calore ed è richiesto un migliore isolamento nella parte superiore del reattore. Oltre a migliorare l'isolamento, la tecnologia richiede metodi di incollaggio migliori tra il diboruro di titanio e il substrato dell'elettrodo di grafite sfusa. Le piastrine per l'incollaggio del diboruro di titanio o l'applicazione di rivestimenti in composito presentano ciascuna le proprie sfide, con l'elevato costo. I materiali compositi devono avere ciascun componente degradato alla stessa velocità, oppure la bagnabilità e la conduttività termica della superficie andranno perse con il materiale attivo che rimane ancora più in profondità all'interno della piastra dell'elettrodo.
I compositi ZrB2 / 60% SiC sono stati utilizzati come nuovi riscaldatori ceramici conduttori che mostrano un'elevata resistenza all'ossidazione e punti di fusione, e non mostrano la proprietà di resistenza al coefficiente di temperatura negativa del carburo di silicio puro. La conduttanza simile al metallo di diboruro di zirconio consente alla sua conducibilità di diminuire all'aumentare della temperatura, prevenendo le scariche elettriche incontrollabili e mantenendo elevati i limiti superiori operativi per il funzionamento. Si è anche scoperto che l'incorporazione del 40% della resistenza alla flessione del diboruro di zirconio è stata ridotta da 500 MPa e 359 MPa nel carburo di silicio e cristalli singoli di diboruro di zirconio a 212,96 MPa, con resistenza alla flessione altamente correlata alla dimensione dei grani nel materiale ceramico ricotto. La conduttività a 500 °C è risultata di 0,005 Ω cm per il composito di carburo di silicio al 40%, contro 0,16 Ω cm nel carburo di silicio puro.